# Topola osikowa
Topola osikowa (Populus tremuloides Michx.) – gatunek drzewa należący do rodziny wierzbowatych (Salicaceae). Występuje w Ameryce Północnej (nie należy go mylić z europejską topolą osiką – Populus tremula).

## Morfologia

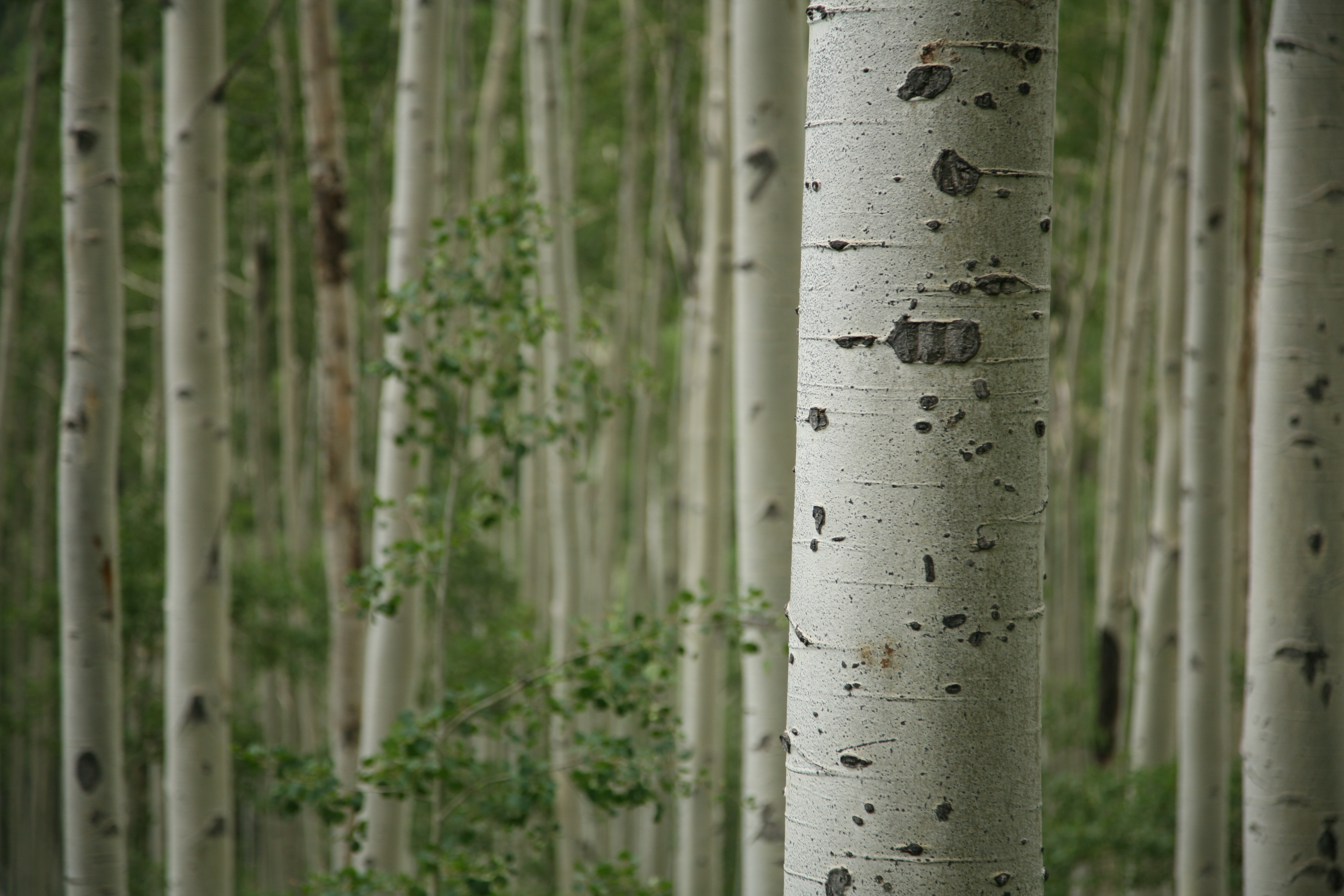
Kora

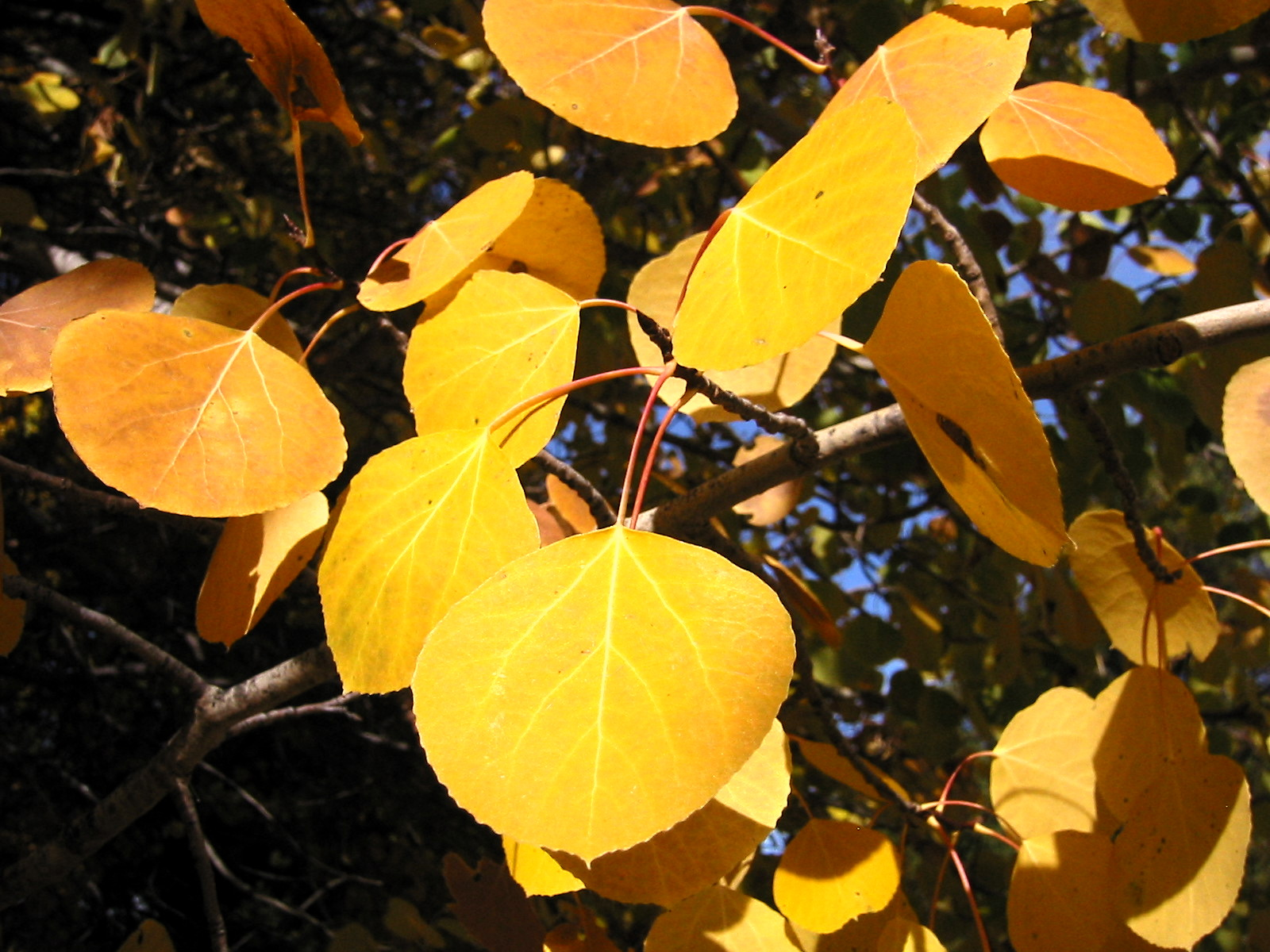
Liście jesienią

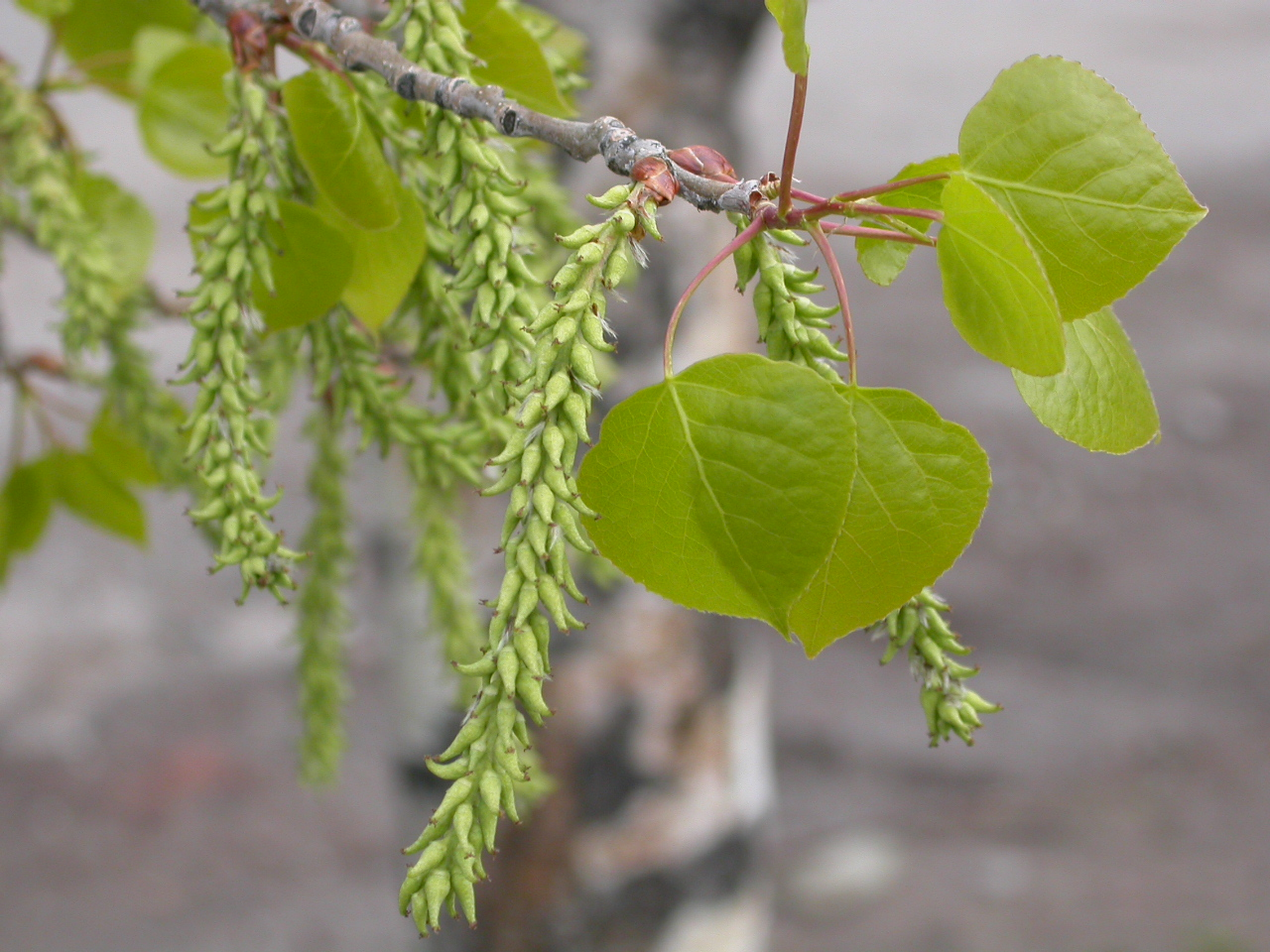
Kwiatostany żeńskie

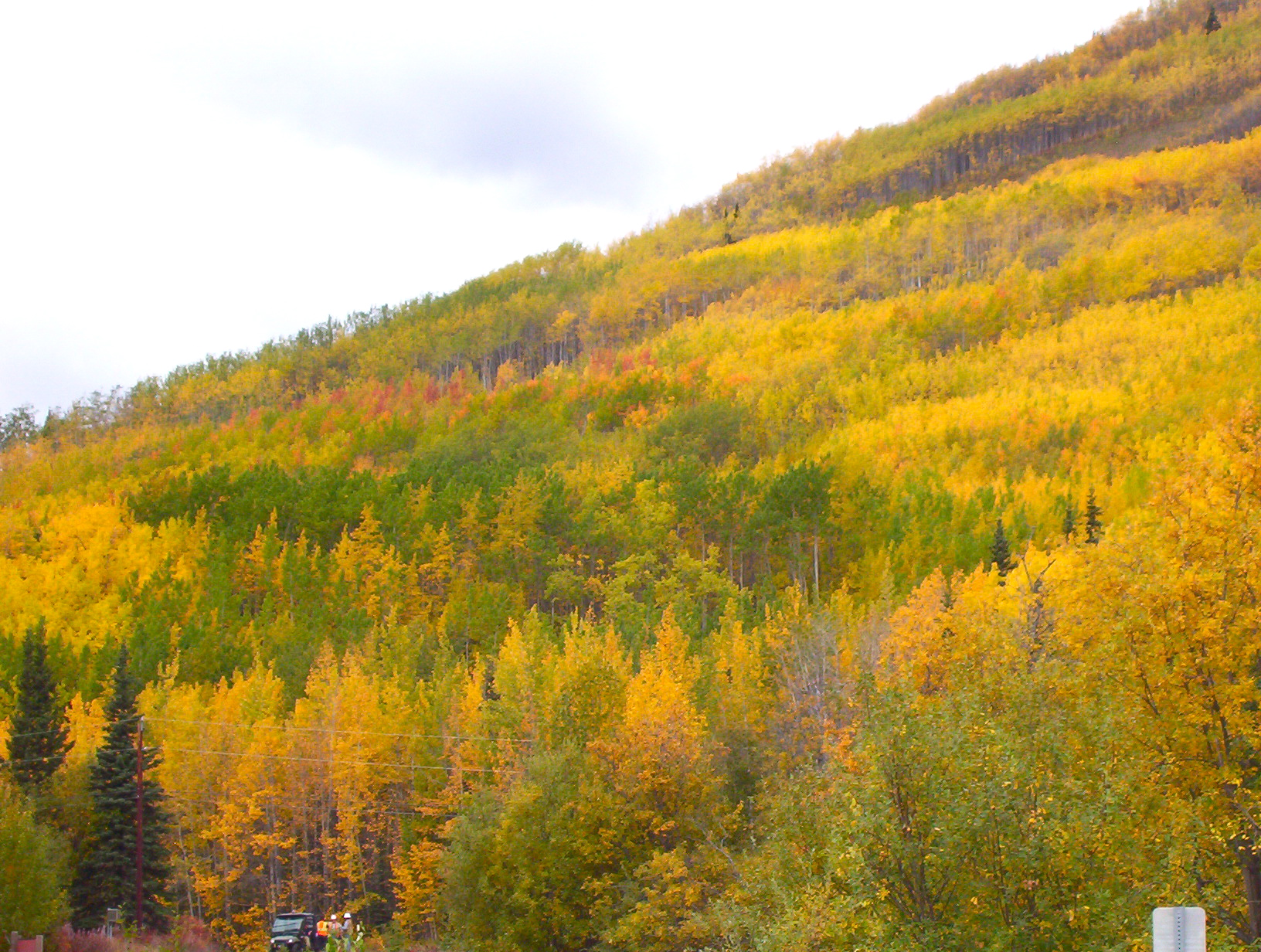
Las topoli osikowych, Alaska. Poszczególne genety w przybliżeniu odróżnić można po tempie przebarwiania się liści w okresie jesiennym

PokrójDrzewo o wysokości do 20 m (rzadko 30 m) i luźnej koronie. W pierśnicy osiąga ok. 80 cm (rekord to 1,37 m).
PieńWysoki, prosty. Kora początkowo gładka, jasna, zielonkawa do żółtawo-brązowej, w starszym wieku szarobrązowa i spękana w dolnej części.
LiścieUlistnienie skrętoległe. Liście prawie okrągłe, o szerokości 4–8 cm, na brzegu karbowane. Cechą charakterystyczną jest spłaszczony bocznie ogonek liściowy, dzięki czemu liście "drżą" pod wpływem wiatru, a z koron drzew dobiega stale cichy, charakterystyczny szum. Liście na pędach młodych i odroślowych mają kształt trójkątny i osiągają do 10–20 cm długości.
KwiatyRoślina dwupienna – na jednym drzewie występują tylko kwiaty jednej płci – albo męskie, albo żeńskie. Zebrane są w kotki. Kotki męskie i żeńskie mają długość 4–6 cm. Kwitnie przed rozwojem liści. Jest wiatropylna.
OwoceTorebki o średnicy ok. 6 mm skupione są na osi o długości ok. 10 cm. Każda zawiera ok. 10 nasion.
NasionaZaopatrzone w długi, biały puch. Rozsiewane są przez wiatr (anemochoria).

## Ekologia
Występuje na zróżnicowanych siedliskach. Nie znosi silnego zacienienia i pojawia się na terenach otwartych w postaci jednogatunkowych drzewostanów lub mieszanych z udziałem innych światłolubnych gatunków. Masowo kolonizuje miejsca po pożarach. Występuje w postaci klonalnej (jako genet) – nowe drzewa wyrastają z odrostów korzeniowych. Znane są okazy liczące dziesiątki tysięcy ramet (pni) zajmujących ponad 17 hektarów powierzchni, osiągających łączną masę ponad 6,5 tys. ton (dla największego klonu zwanego Pando obliczono masę 6615 ton) i żyjących być może już od miliona lat.